# Nyanguge
Nyanguge è una circoscrizione mista (mixed ward) della Tanzania situata nel distretto di Magu, regione di Mwanza. Conta una popolazione di 14 449 abitanti (censimento 2012).